# Basket Sijsele
Basket Sijsele is een Belgische basketbalploeg uit Sijsele.
Tijdens het seizoen 2020/21 is de club actief in de Top Division Men 2. De Two speelt in eerste provinciale en de Three speelt in derde provinciale. De club heeft ook diverse jeugdteams. 